# Германия в Първата световна война
По време на Първата световна война Германската империя е една от Централните сили, която губи войната. Тя започва заедно с конфликта след обявяването на война срещу Сърбия от нейния съюзник Австро-Унгария. Германските сили атакуват Антантата и на източния, и на западния фронт, въпреки че германската територия остава сравнително отдалечена от разпространилата се широко инвазия през по-голямата част от войната.
Германия се включва във войната през 1914 със същия ентусиазъм както повечето хора от останалите страни в Европа. Германското правителство, доминирано от икономическия и политически елит, смята, че войната е начин за Германия да разреши споровете си със своите съседки Франция, Великобритания и Русия. Затова войната е представяна в Германия като шанс за нацията да осигури своето „място под слънцето“, както се изразява кайзер Вилхелм II, което е подкрепено с готовност от мнозинството от националисти. Кайзерът и германската върхушка се надяват войната да обедини хората зад монархията и да намали заплахата, поставена от драматичния растеж на Германската социалдемократическа партия, която е най-големият критик на кайзера и на райхстага преди войната. Въпреки своята история, партията изоставя своите принципи на интернационализъм и прекратява различията си с правителството, за да подкрепи войната.
Скоро става очевидно, че Германия не е подготвена за война, продължаваща по-дълго от няколко месеца. Първоначално се прави малко за регулиране на положението на войските. Като цяло германската военна икономика остава зле организирана по време на войната. Германия разчита на доставки на храна и суровини, които са спрени от британската блокада. Храната става ограничена, впоследствие се определят военни порциони. Зимата през 1916 – 17 е наречена „зима на ряпата“. През войната около 750 000 цивилни германци умират от недохранване. Още повече загиват и след войната, защото блокада на Антантата не е премахната до лятото на 1919 г.
Ентусиазмът започва да намалява след огромен брой загуби, получили се след първите битки. Докато загубата на хора се увеличава по време на битките при Марна, Верден, Сома и Ипр на запад и в Полша и Галиция на изток, отношението на населението започва да става все по-мрачно и по-мрачно. Духът е приповдигнат от победи над Събрия, Гърция, Италия и Русия, което спечелва много за Централните сили. Духът на армията е на най-високо ниво след 1914, в края на 1917 и в началото на 1918 с победата на Русия, след което последвала нейната революция. Германците приемат „мирната офанзива“ на запад, както се изказва Ерих Лудендорф. В една от най-кървавите серии от битки в историята от март до август, плановете на Лудендорф са осуетени от комбинираните опити на Антантата и последния шанс на Германия да спечели войната е загубен. До септември 1918 Централните сили са изтощени от войната, а Антантата печели на своя страна подкрепата на американските сили. Въпреки че западния фронт е на стотици километри от границите на Германската империя, инвазия на Рейнланд от запад е възможна. Гладът и всеобщото недоволство от войната е искрата, която подпалва бунтове, въстания и опит за революция из цяла Германия, сваляйки кайзера от власт и създавайки исторически мотив за крайно десен германски национализъм, който по-късно се развива в Dolchstoßlegende. През Ноември 1918 г.Германия подписва примирие в Компиен, кайзера абдикира от престола ,а Германия е обявена за република Ваймарската република.